# 1,2,3,4-テトラフェニルナフタレン
1,2,3,4-テトラフェニルナフタレン (1,2,3,4-tetraphenylnaphthalene) は多環芳香族炭化水素の一種である。
ディールス・アルダー反応の実習用として、ベンザインとテトラフェニルシクロペンタジエノンから合成する実験が、大学院教育でしばしば行われる。